# Исламское сопротивление в Ираке (с 2020)
Исламское сопротивление в Ираке (ИРИ; араб. المقاومة الإسلامية في العراق‎, латинизированное: аль-Мокавамат аль-Исламиат фи аль-Ирак) — общий термин для проиранских шиитских исламистских повстанческих групп в Ираке, который описывается как общий бренд или сеть идеологически схожих групп, поддерживаемых Ираном, а не группа сама по себе.
В октябре 2023 года ИРИ начала запускать ракеты и беспилотники по базам США в Ираке, Иордании и Сирии, в результате чего американские военнослужащие получили легкие ранения, пока 28 января 2024 года в результате атаки беспилотника не погибли трое американских солдат в Иордании. ИРИ атаковала Израиль с помощью нескольких дронов и ракеты. Травмы головного мозга были наиболее цитируемым медицинским результатом пяти десятков нападений на американские войска, и они положили начало дипломатическим усилиям государственного секретаря США Энтони Блинкена и, более непосредственно, премьер-министра Ирака Мохаммеда Шиа Аль Судани во время визита в Тегеран.

## Группы
- Катаиб Хезболла
- Харакат Хезболла ан-Нуджаба
- Асаиб Ахль аль-Хак
- Катаиб Сайид аль-Шухада

## Операции в Ираке, Иордании и Сирии
18 октября 2023 года, во время войны между Израилем и ХАМАСом 2023 года, Исламское сопротивление в Ираке начало волну атак на базы США как в Ираке, так и в Сирии, начиная с нанесения удара беспилотника по авиабазе Аль-Асад, который был перехвачен.
24 октября Исламское сопротивление в Ираке взяло на себя ответственность за многочисленные удары беспилотников по базам США на востоке Сирии, в частности, по нефтяным месторождениям Аль-Омар в провинции Дейр-эз-Зор и Аль-Шаддади в провинции Аль-Хасака.
5 ноября Исламское сопротивление в Ираке выступило с предупреждением перед визитом Энтони Блинкена в Багдад, заявив, что «Энтони Блинкен, сын еврея, не приветствуется в Ираке». В результате угроз Блинкен приземлился в международном аэропорту Багдада в бронежилете.
9 ноября по силам США было нанесено три удара за 24 часа, включая удары беспилотников по авиабазам Аль-Асад и авиабазе Аль-Харир, а также взрыв СВУ, направленный против патруля возле плотины Мосула.
20 ноября восемь военнослужащих США и коалиции получили ранения в результате атаки баллистической ракеты, а после нападения баллистической ракеты на авиабазу был нанесен незначительный ущерб инфраструктуре.
25 декабря Исламское сопротивление в Ираке взяло на себя ответственность за атаку беспилотника на базу, в результате которой трое американских солдат получили ранения, один из которых оказался критическим.
18 января 2024 года Исламское сопротивление Ирака заявило, что сбило американский беспилотник MQ-9 Reaper после того, как он взлетел из Кувейта недалеко от Мукдадии, провинция Дияла.
20 января 2024 года группа заявила о ракетном ударе по авиабазе Айн-Аль-Асад в провинции Аль-Анбар, в результате чего были ранены два американских военнослужащих и один иракский военнослужащий.
28 января ИРИ совершила атаку беспилотника на военный пост США «Башня 22» в Рукбане, Иордания, в результате чего трое американских солдат были убиты и еще 47 получили ранения.
С 21 апреля 2024 года шиитские вооружённые группировки вновь наносят ракетные удары по американским объектам на северо-востоке Сирии.

## Операции в Израиле
2 ноября Исламское сопротивление в Ираке взяло на себя ответственность за нападение на «жизненно важный объект Израиля» на побережье Мёртвого моря в ответ на нападения Израиля на палестинское гражданское население в секторе Газа. В заявлении, сделанном позднее в тот же день, группа заявила, что продолжит «наносить удары по опорным пунктам противника».
3 ноября Исламское сопротивление в Ираке взяло на себя ответственность за ракетный удар по Эйлату. 12 ноября оно взяло на себя ответственность за еще один ракетный удар по Эйлату.
21 декабря Исламское сопротивление в Ираке взяло на себя ответственность за атаку беспилотника на Эйлат, которая, как сообщается, была перехвачена Королевскими ВВС Иордании. Он также взял на себя ответственность за атаку беспилотника на буровую установку Кариш через несколько часов после атаки на Эйлат, которая была сбита истребителями ЦАХАЛа.
28 декабря Исламское сопротивление в Ираке взяло на себя ответственность за атаку беспилотника возле Элиада в южной части оккупированных Израилем Голанских высот.
31 декабря Исламское сопротивление в Ираке взяло на себя ответственность за два нападения беспилотников на Голанские высоты, которые были перехвачены израильскими истребителями. Через несколько часов после атаки дронов на Голанские высоты они взяли на себя ответственность за атаку беспилотника на Эйлат, которая была перехвачена ЦАХАЛом.
7 января Исламское сопротивление в Ираке взяло на себя ответственность за нападение на израильскую базу на Голанских высотах и удар крылатой ракетой по «жизненно важной цели» в Хайфском заливе.
22 января Исламское сопротивление в Ираке взяло на себя ответственность за нападение на порт Ашдод в Израиле с использованием беспилотников.

## Возможное вмешательство в конфликт Израиля и Хезболлы
9 января представитель Катаиб Хезболла Джафар аль-Хусейни предупредил, что Исламское сопротивление в Ираке поможет Хезболле бороться с Израилем, если между двумя сторонами разразится война.

## Возможное вмешательство в конфликт США и хуситов
11 января Исламское сопротивление в Ираке заявило, что если Йемен подвергнется нападению со стороны США и Великобритании, «мы нападем на американскую базу всем, что в наших силах».

## Ответный авиаудар США
21 ноября американский ганшип AC-130 нанес удар по транспортному средству Катаиб Хезболлы недалеко от Абу-Грейба, Ирак, в ответ на нападение исламского сопротивления на авиабазу Айн-аль-Асад Ирака 20 ноября.